# 香港明星足球隊
香港明星足球隊是由一批香港藝人於1986年組成的足球隊，由藝人譚詠麟和已故退役港隊代表中鋒尹志強發起。近年捲入不同爭議，包括和香港警察於新型冠狀病毒肺炎期間聚餐，及友誼賽肢體衝突不愉快事件。
明星足球隊有時亦被稱為香港影視明星體育協會。

## 成員
| 背號 | 姓名     | 綽號                   | 位置     | 備註/綽號由來 |
| ---- | -------- | ---------------------- | -------- | --- |
|      | 洪金寶   | 大哥大                 |          | 隊長 |
|      | 元彪     | 彪叔叔                 |          | 副隊長 |
| 1    | 盧惠光   | 甩手拳王               | 守門     | 武打演員，守門接球能力奇差，比較喜歡撲球和把球鎚開。 |
| 1    | 任達華   | 亞洲趟門紙屏風         | 守門     | 康宏晨曦足球隊名譽會長之一；守門能力差，像紙造屏風，容易打破。                                                                                            |
| 1    | 張兆輝   | 瘦身王                 | 守門     | 健身有成，身材最魁梧的守門員 |
| 1    | 鄭丹瑞   | 眼鏡蛇                 | 守門     | 運動時依然佩戴有框眼鏡 |
| 2    | 樓南光   | 飛鏟王                 | 右後衛   | 喜歡粗暴式鏟球，但非常精準，鮮有犯規。 |
| 3    | 苗僑偉   | 無根大樹               | 右中場   | 康宏晨曦名譽會長之一；大樹無根，一推就跌 |
| 4    | 陳百燊   | 伯金、伯金遜           | 前鋒     | 雖然10號球衣被陳百祥使用，但踢法似其偶像因而得此綽號。 |
| 5    | 張學友   | 七仔                   | 右後衛   | |
| 5    | 許志安   | 黃金左腳               | 左翼     | 左撇子 |
| 6    | 葉尚華   | 大華哥                 | 清道夫   | 退役職業足球員 |
| 7    | 高飛     | 目中無人               | 右翼     | 已故電影人及演員，專門飾演黑幫人物 |
| 8    | 曾志偉   | 通天老倌               | 任何位置 | 曾效力星島體育會，現為康宏晨曦名譽會長之一，出任過所有位置。                                                                                              |
| 10   | 陳百祥   | 荷蘭叻                 | 中場     | 康宏晨曦名譽會長之一，為人小氣 |
| 11   | 黃日華   | 噴火華                 | 左翼     | 性格火爆，容易暴怒 |
| 12   | 林敏驄   | 頑皮聰                 | 右後衛   | |
| 13   | 錢嘉樂   | 無聊十三鏟             | 左中場   | 喜歡濫用鏟球。 |
| 14   | 謝天華   | 單刀王                 | 前鋒     | 喜歡單人突擊。 |
| 15   | 羅家英   | 朗拿家英               | 右後衛   | 膝蓋接受過兩次手術，所有球員不會對他近身防守，也因為光頭，像巴西前鋒朗拿度。                                                                              |
| 16   | 吳家樂   | 小白兔                 | 左後衛   | |
| 17   | 戴志偉   | 足球小將               | 清道夫   | 與足球小將主角大空翼的香港版譯名相同，但他是後場最後一個後衛。                                                                                            |
| 17   | 吳岱融   | 曬靴融                 | 中場     | 人稱鷲哥，喜歡炫耀新款球鞋，也喜愛收藏球鞋 |
| 17   | 張智軒   |                        | 前鋒     | |
| 21   | 關禮傑   | 排骨傑                 | 前鋒     | 身材瘦削 |
| 22   | 衛志豪   |                        | 右中場   | |
| 24   | 熊欣欣   | 鬼腳七                 | 中場     | 《黃飛鴻之三：獅王爭霸》角色 |
| 25   | 譚詠麟   | 校長、精神领袖         | 任何位置 | 康宏晨曦名譽會長之一；背號是個人名言“年年25歲”而來。曾連續6年在暑期辦演唱會，但學生對他的歌依然非常熟悉，所以綽號「校長」。不喜歡當隊長，但喜歡激勵士氣。 |
| 26   | 黃秋生   | 黃勁秋、大灰狼、生抽王 | 啦啦隊長 | 暗戀譚校長，會幫譚校長買可樂和叉燒包；叻哥之情敵 |
| 27   | 吳毅將   | 濕水欖核               | 中場     | 身手敏捷，但暗嗆射球常常失準，像橄欖核擠出來後，雖然射速快，但最後可能遠離目標                                                                            |
| 27   | 洪天明   | 跑狗                   | 前鋒     | 雖然當前鋒，但像中場一樣，會追著球，毫無目標地跑。 |
| 27   | 鍾鎮濤   | B哥                    | 中場     | 英文名Kenny Bee，“亞洲 Kenny G” |
| 29   | 何家勁   | 好球勁                 | 清道夫   | 曾效力流浪 |
| 29   | 吳國敬   | 扭柴敬                 | 前鋒     | 常常扭傷 |
| 30   | 陳紀匡   | 重砲                   | 左中場   | 射球力量強勁，喜歡長距離射球 |
| 36   | 梁家仁   | 騰雞仁                 | 右後衛   | 防守能力低弱，常常在單對單防守時不知所措。 |
| 38   | 林文龍   | 龍捲風                 | 右中場   | 跑步速度非常快 |
| 39   | 李子雄   | 香港洛賓               | 右中場   | 髮型光頭，像荷蘭翼鋒洛賓。 |
| 40   | 泰迪羅賓 | 阿公                   | 前鋒     | |
| 43   | 鄧兆尊   | 慈善之王               | 後衛     | 父親“慈善伶王”新馬師曾生前是慈善籌款節目的固定表演嘉賓。                                                                                                  |
| 48   | 梁漢文   | 黃金右腳               | 中場     | 綽號梁炳，曾入選香港足球代表隊青年軍，與好友許志安成為“左右護法”。                                                                                        |
| 22   | 尹揚明   | 馬騮                   | 右後衛   | |
|      | 陳榮峻   |                        |          | |
|      | 張國強   |                        |          | KK，前職業足球員，掛靴後轉往演藝界發展 |
|      | 吳群立   |                        |          | 前中國職業球員 |
|      | 莫少聰   |                        |          | |
| 100  | 劉德華   | 華人                   |          | |
|      | 張衛健   |                        |          | 絕招哈雷彗星大S射球 |
|      | 謝霆鋒   | 謝檸檬                 | 守門     | 名字諧音，加上2014年起轉戰廚藝界，但第一部廚師電影廚藝很差。守門能力非常好，而擺脫另一諧音綽號“紙屏風”（任達華）。                                        |
|      | 陳奕迅   | 陳勁遜                 | 前鋒     | 迅與遜同音，被許志安指其加入明星足球隊後，令球隊的入球率每況愈下。                                                                                        |
|      | 張繼聰   |                        |          | |
|      | 陳小春   |                        |          | 又名山雞，成日執雞 |
|      | 李克勤   | 文人                   | 中場     | 打法保守和常常避免身體碰撞，婚後鮮有上陣 |
|      | 張智霖   |                        |          | |
|      | 賴啟卓   |                        |          | 退役職業足球員 |
|      | 李雨陽   |                        |          | |
|      | 伍偉樂   |                        |          | |
|      | 林迪安   | 奪命較剪腳             |          | |
|      | 汪明荃   | 阿姐                   | 啦啦隊   | 第二任啦啦隊隊長 |
|      | 馬海倫   |                        | 啦啦隊   | |
|      | 米雪     | 俏黃蓉                 | 啦啦隊   | 1976年《射雕英雄傳》角色 |
|      | 顧紀筠   |                        | 啦啦隊   | |
|      | 雪梨     |                        | 啦啦隊   | 米雪胞妹 |
|      | 洪欣     |                        | 啦啦隊   | |
|      | 郭燕     |                        | 啦啦隊   | |
|      | 余少寶   |                        | 啦啦隊   | |
|      | 左筠     |                        | 啦啦隊   | |

## 活動
2006年2月，香港明星足球隊成立20周年，拉隊到菲律賓集訓兼慶祝，但實在去尋歡。
2010年10月，香港影視明星體育協會慈善基金參加民政事務總署推行之「伙伴倡自強」社區協作計劃，申請開設社會企業素食餐廳「樂農」，向市民大眾推廣健康及環保的飲食文化，同時透過慈善機構「龍耳」聘請聾人及弱聽人士，透過實際工作，讓他們得到訓練，提供就業機會促使他們自力更生，融入社區。
2023年6月29日，香港明星足球队赴贵州参加“村超”足球友谊赛。同年11月10日，貴州榕江村超聯隊一行人抵達香港西九龍站，并于11日下午3時與香港明星足球隊在香港大球場举行友誼賽。

## 爭議
近年明星足球隊與其它球隊進行友誼賽時大多都發生不愉快事件，而部分明星足球隊成員的球風亦非常強悍，因而經常與對方球員發生衝突。尤其在2015年7月27日在廣西與內地東興隊對賽時更因雙方球員發生打鬥而腰斬賽事。

### 新冠肺炎期間和香港警察聚餐爭議
2020年2月，正值新型冠狀病毒肺炎疫情，衛生防護中心多次呼籲市民避免聚餐，但多名現任及前任高級警務人員，包括警務處處長鄧炳強、朱經緯、郭嘉銓及謝振中等出席明星足球隊晚宴，而出席藝人或其他人士則包括方中信、林國斌、衛志豪、盧惠光，商人沈嘉偉等。晚宴期間，鄧炳強就指自己看各影星飾演警察，才識做警察，又說自己在區議會上「講嘢咁叻」，是因為參考曾志偉《開心字典》。另外，現場亦有人在室內吸煙，明顯違犯禁煙條例。事件引起社會廣泛關注，聚餐費用是否由公帑支付及不應在這段時間進行大型的聚餐爭議。及後鄧炳強回應事件，承認對社交距離的敏感度確實不足，惟記者再追問會否因而道歉時，鄧只稱「我答左架喇」。

## 外部連結
- 香港影視明星體育協會官方網站（页面存档备份，存于）